# Catedral de São Miguel de Springfield
A catedral São Miguel (em inglês St. Michael's Cathedral) é a igreja mãe da Diocese de Springfield em Massachusetts, Estados Unidos.
Situada na rua State em Springfield, Massachusetts, a catedral foi construída na década de 1860.
A catedral foi ampliada em 1996, pelo Bispo Marshall Center. Durante a sua ampliação construiu-se uma capela com capacidade para 60 pessoas, um estudio de TV para a emissão diária da Missa, um salão paróquial que tem capacidade para 120 pessoas e uma cozinha.